# Сан Лупо
Сан Лу̀по (на италиански: San Lupo) е село и община в Южна Италия, провинция Беневенто, регион Кампания. Разположено е на 500 m надморска височина. Населението на общината е 886 души (към 2010 г.).